# دزدگیر

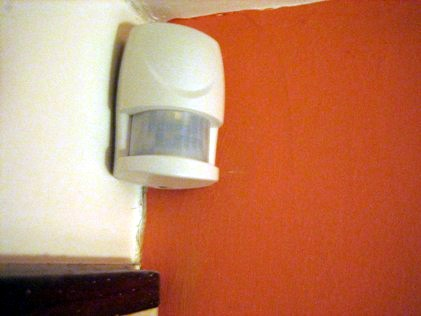
چشمی دزدگیر اماکن

دزدگیر یا سیستم امنیتی اماکن و خودرو وسیله‌ای است که به هنگام گذر از یک حریم خصوصی یا شکستن یک قفل، با اعلام صدا، این عمل غیرقانونی را اعلان می‌کند.
دزدگیرهای موجود در بازار هرچند از لحاظ ظاهر در انواع و اشکال مختلفی ارائه شده‌اند، ولی به‌طور کلی همگی آن‌ها دارای یک ساختار مشترکی می‌باشند، یعنی اکثر دزدگیرها دارای خط تحریک باز و خط تحریک بسته هستند که محل وصل حسگر باز و حسگر بسته می‌باشند و دارای کلید معمولی یا سوئیچ آلفا یا قفل رمزی یا کلید کنترل از راه دور جهت روشن و خاموش کردن دستگاه می‌باشند. همچنین مدارات دزدگیر شامل مدار شارژ باتری جهت قطع شدن برق دستگاه بوده و دارای مدار آژیر می‌باشند و در نهایت دزدگیرها گاهشمار ورود و گاهشمار خروج و گاهشمار آژیر دارند و ممکن است مجهز به تلفن‌کننده خودکار در هنگام تحریک نیز باشند. جدیدترین سیستم امنیتی خودر ردیاب است. ردیاب مکمل دزدگیر است و هرکدام به طور مجزا عمل کرده و استفاده از هر دو توصیه می‌شود. سازندهٔ دزدگیر ساده شخصی آمریکایی به‌نام ریورند اگوستیس راسل بوده‌است.

## جعبه دزدگیر
جهت ایمنی دستگاه دزدگیر، بهتر است که مدار اصلی دزدگیر در یک جعبه که به شکل یک کمد کوچک ساخته شده و با یک در که بر روی لولا قرار داشته و باز و بسته می‌شود، قرار گیرد (مانند جعبه نامه‌های پستی) و در جعبه سوراخی جهت خروج سیم‌ها در نظر گرفته شود و بهتر است که سیم‌ها از داخل یک لوله پلاستیکی (مانند شلنگ) عبور داده شوند و چنانچه سیم کشی دزدگیر توکار باشد، ایمنی بیشتری را ایجاد می‌نماید.
ضمناً دیودهای نوری واقع بر مدار دزدگیر بهتر است از روی مدار خارج شده و بر روی جعبه دزدگیر نصب گردیده و توسط سیم به مدار دزدگیر وصل شوند. گاهی اوقات یک سوئیچ آلفا بر روی جعبه دزدگیر جهت قطع و وصل سیستم نصب می‌شود. همچنین در صورتی که خواسته باشید مدار شماره‌گیر خودکار تلفن را به مدار دزدگیر نصب نمایید، بایستی یک بلندگوی کوچک در محل نقطه SP (بلندگو) وصل نموده و داخل جعبه دزدگیر و در کنار میکروفون مدار شماره‌گیر اتومات قرار دهید. ضمناً جهت خنک شدن قطعات واقع در جعبه بهتر است که از دو طرف، سوراخهایی جهت ورود و خروج هوا برای مدار در نظر گرفته می‌شود.
البته امروزه دستگاه‌های مرکزی دزدگیر دارای قاب هستند و این قاب در همان کارخانه تولید محصول، تولید و به صورت پکیج آماده تحویل نصاب یا مشتری می‌شود.

## طرز وصل کردن سیمهای دستگاه دزدگیر
معمولاً در اکثر دزدگیرها از جعبه اصلی که مدار دزدگیر در آن قرار دارد، مجموعاً هشت سیم خارج می‌شود. چهار سیم برای چشم نوری فروسرخ (حسگر نوری) خارج می‌شود که دو سیم از این چهار سیم مربوط به ولتاژ مثبت و منفی ۱۲ ولت تغذیه چشم فروسرخ و دو سیم دیگر مربوط به نقطه رله چشم می‌باشد که در هنگام تحریک، این دو سیم به یکدیگر وصل می‌شود.
حال اگر تعداد چشمها بیشتر شود، باز هم همین چهار سیم خارج می‌شود که از مثبت و منفی به تک تک چشمها، ولتاژ رسیده و دو سیم دیگر به بقیه چشمها که دوپایه آن‌ها با دوپایه دیگر چشمها به‌طور سری قرار گرفته می‌شوند، متصل می‌گردد و همچنین دو سیم از مدار دزدگیر به ولتاژ ۲۲۰ ولت برق شهر وصل می‌شود و دو سیم دیگر جهت وصل شدن به بلندگو خارج می‌شود؛ ولی اکثر چشمی‌های امروزی ۶ سیم هستند که دو سیم برای برق چشمی که ۱۲ ولت dc است. دو سیم جهت اعلام وضعیت بین چشمی و دستگاه مرکزی که normally close است و دو سیم دیگر برای tamper قرار داده شده‌است به منظور خرابکاری روی سیم یا بریدن آن حتی درهنگامی که دستگاه غیرفعال است/

## بلندگوی دزدگیر
معمولاً در دستگاه‌های دزدگیر، صدای قوی آژیر یک امتیاز به‌شمار می‌آید و اکثر مردم مایل هستند که صدای آژیر دزدگیر قوی باشد. ازاینرو بهتر است که از بلندگوهای بوقی جهت این کار استفاده شود. معمولاً بلندگوی بوقی یا وات جهت این کار مناسب می‌باشد و بهتر است که بلندگو در یک جعبه فلزی محکم شده و جلوی جعبه باز باشد و باید آن را در بیرون ساختمان و در قسمت بلندی نصب نمود که دسترسی به آن به سادگی ممکن نباشد.
اگر سیم کشی بلندگو توکار باشد، بهتر می‌باشد، زیرا یکی از آن‌ها مشکلات دستگاه‌های دزدگیر مسئله بلندگو می‌باشد و چنانچه سیمهای بلندگوی آن قطع شود، خبرکننده دستگاه از کار می‌افتد. البته می‌توان چندین بلندگو در چند نقطه با یکدیگر موازی کرد و نصب نمود و کمی ضریب ایمنی را بالاتر برد. همچنین اگر از بلندگوی بدون سیم استفاده شود، مشکل قطع شدن سیمهای بلندگو نیز وجود نخواهد داشت. مدارات الکترونیکی بلندگو شامل یک مدار ایجاد پالس ویک مدار تقویت‌کننده (آمپلی فایر) می‌باشد که این مدارات به بلندگو نصب می‌شوند. این مدارات بیشتر از ترانزیستورها و ICهای قدرت با توان بالا در مدار خود استفاده می‌کنند.

## باتری تغذیه
یک باتری ۱۲ ولتی اسیدی که معمولاً در جعبه دزدگیر قرارداده می‌شود و در صورت قطع برق یا خرابکاری احتمالی در سیمهای برق ورودی سیستم را تغذیه می‌کند.

## مرکز آلارم (Alarm Center)
به مرکزی اطلاق می‌گردد که با هدف تجمیع، پایش وپ آلایش آلارم‌های ارسالی از سوی تجهیزات اعلان سرقت اصناف، فروشگاه‌ها واماکن تجاری ومسکونی ایجاد شده‌است. در این مرکز علاوه بر آلارم‌های اعلان سرقت انواع آلارم‌های اورژانس پزشکی وآتش نشانی را نیز می‌توان نگهداری نمود. امروزه در جهان با گسترش شهرنشینی و توسعه صنعتی، جرایم نیز متنوع و پیچیده شده‌اند و متناسب با آن روش‌های پیشگیری و مقابله با جرایم نیز تغییرات و پیشرفت‌های بسیاری داشته‌اند. یکی از روش‌های تکنیکی و فنی در مبحث مهندسی سیستم‌های حفاظتی (Security Engineering) و تکنولوژی حفاظتی (Security Technology) که با توسعه و پیشرفت IT در صنعت سیستم‌های حفاظتی شکل گرفت مراکز کنترل حفاظتی (Security Central Station) می‌باشد. در مرکزآلارم معمولاً یک نفر اپراتور برای تعداد مشخصی مشترک به صورت ۲۴ ساعته شیفت قرارداده می‌شود و یک نفر به صورت کادر اداری به عنوان سرشیفت انتخاب می‌گردد. در حال حاضر در چند شهر این مرکز با مدیریت مهای شرکت پژوهش و توسعه ناجی بنیاد تعاون ناجا فعال می‌باشد.

## بلندگوی داخلی
یک بلندگو که داخل جعبه دزدگیر نصب می‌شود و با برق ۱۲ ولت دی سی تغذیه می‌شود. علت استفاده از بلندگوی داخلی به این دلیل است که اول کاربر از عملکرد خود در هنگام فعال کردن یا غیر فعال کردن دستگاه مطمئن شود و در صورتی که از بلندگوی خارجی استفاده نشده بود بشود از آن به عنوان یک آزیر کمکی استفاده کرد.

## بلندگوی خارجی
یک بلندگوی شیپورچی که در محیط بیرونی نصب می‌شود و معمولاً داخل یک محفظه فلزی قرار می‌گیرد. این بلندگو باید به گونه ای نصب گردد که سیمهای متصل به آن در معرض دید یا قیچی کردن نباشد و در صورتی که درب محفظه باز شد، سیستم دزدگیر فعال گردد. در حال حاضر بلندگوها نیز دارای در دونوع سیم دار و بیسیم تولید می شوند.

## تلفن‌کننده
وسیله‌ای که بعد از ایجاد آلارم دزدگیر شروع به تماس و ارسال پیامک به شماره‌های داخل حافظه آن می‌کند.
همچنین این وسیله قابلیت کنترل لوازم برقی و ارسال دستور و کنترل دزدگیر را فراهم می‌کند. تلفن کننده‌ها عموماً برای سیستم‌های دزدگیر، سیستم‌های اعلام سرقت و هر هر گونه سیستم هشدار دهنده مشابه استفاده می‌شوند. تلفن کننده‌های در حال حاضر به دو نوع زیر تقسیم می‌شوند:

### تلفن کننده سیم کارتی
تلفن کننده سیم کارتی (به انگلیسی: GSM Dialler) نوعی از سیستم‌های الکترونیکی تلفن کننده هستند که مبنای ارتباط آنها بوسیلهٔ سیم کارت است. تلفن کننده‌های سیم کارتی می‌توانند در صورت بروز هشدار به‌صورت خودکار تماس گرفته یا پیامک مشخصی را به شماره‌های از پیش تعیین شده ارسال نمایند. تلفن کننده‌های سیم کارتی عموماً علاوه بر خاصیت ارسال هشدار و پیامک قابلیت دریافت فرمان بوسیله پیامک را نیز دارند. این فرمان ها میتواند فعال سازی یا غیر فعال سازی دستگاه دزدگیر باشد و یا به واسطه رله های کمکی ای که دارد بتوان وسیله برقی ای را روشن و یا خاموش نمود. تلفن کننده‌های سیم کارتی فرمان عملیاتی خود را بوسیلهٔ کدهای دستوری یا برنامه تلفن همراه به‌صورت پیامکی دریافت می‌کنند.

### تلفن کننده خط ثابت
این نوع تلفن کننده در زمان اعلام هشدار به وسیلهٔ خط ثابت با شماره‌های تعریف شده تماس گرفته و پیغام ضبط شده یا صدای هشداری را پخش می‌کند. در سیستم‌های حفاظتی و امنیتی به دلیل وابستگی سیستم اعلام سرقت به خط تلفن دیده شده سارقین قبل از ورود به محل خطوط تلفن را از بیرون ساختمان قطع می‌کنند لذا تلفن کننده خط ثابت گزینه مناسبی جهت اعلام سرقت نیست.